# Orte des Erinnerns (Bayerisches Viertel)

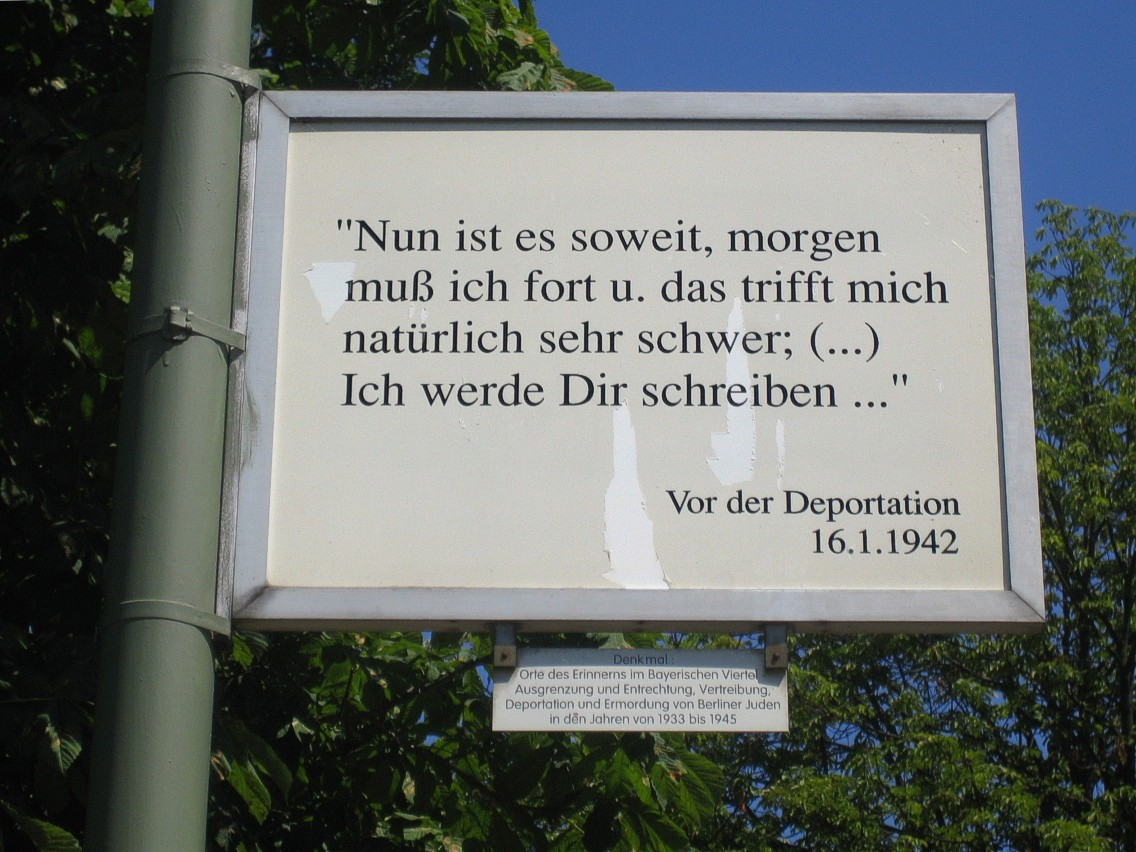
Erinnern an die Deportationen. Textseite

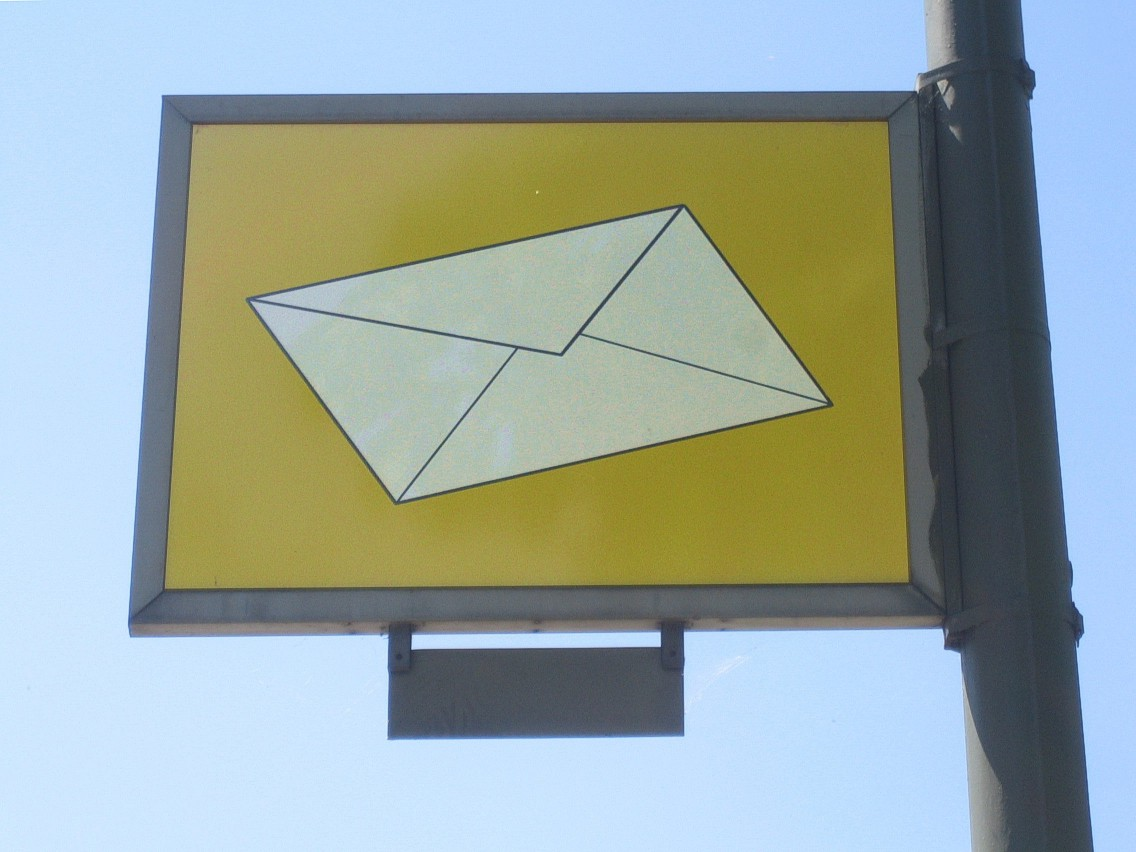
Erinnern an die Deportationen. Bildseite

Das Denkmal Orte des Erinnerns im Bayerischen Viertel: Ausgrenzung und Entrechtung, Vertreibung, Deportation und Ermordung von Berliner Juden in den Jahren 1933 bis 1945 wurde von den Künstlern Renata Stih und Frieder Schnock konzipiert und am 11. Juni 1993 eingeweiht. Das ungewöhnliche Flächendenkmal befindet sich im Berliner Ortsteil Schöneberg des Bezirks Tempelhof-Schöneberg (zu erreichen mit den U-Bahn-Linien U4 und U7 am U-Bahnhof Bayerischer Platz). Es besteht im Wesentlichen aus 80 doppelseitig gestalteten Schildern (Text- und Bildseiten). Die Textseiten zeigen Inhalte von nationalsozialistischen Gesetzen und Verordnungen, mit denen die Entrechtung der Juden in Deutschland vorangetrieben wurde.

## Das Bayerische Viertel
Zwischen 1898 und 1908 errichtete die Berlinische Boden-Gesellschaft auf dem neu erschlossenen Gelände gutbürgerliche Wohnhäuser mit weitläufigen Wohnungen. Die Straßen erhielten bayerische Ortsnamen. Die ersten Bewohner waren vorwiegend gutsituierte Bürger, der Anteil jüdischer Einwohner war überdurchschnittlich hoch – in ganz Schöneberg waren es 1933 mehr als 16.000, eine große, aber nicht genau bekannte Anzahl von ihnen lebte im Bayerischen Viertel. Nach einem langjährigen Prozess zunehmender Unterdrückung der Juden durch das nationalsozialistische Regime begannen 1941 die ersten Deportationen, seit dem Frühjahr 1943 wurden die zur Arbeit zwangsverpflichteten Juden auch an ihren Arbeitsplätzen verhaftet und deportiert. Am 19. Mai 1943 waren das Viertel und ganz Berlin, in der Sprache der Verfolger ausgedrückt, „judenfrei“.

## Spurensuche
Noch Jahrzehnte nach dem Ende des Nationalsozialismus erinnerte kaum etwas an die jüdische Geschichte des Viertels – mit Ausnahme eines steinernen Denkmals am ehemaligen Standort der Synagoge und eines Hinweises an jenem Haus, in dem Albert Einstein von 1918 bis zu seiner Emigration 1933 gewohnt hatte. 1983 begann eine Gruppe interessierter Einwohner, die Geschichte ihres Stadtviertels vor und während des Holocaust zu erforschen. Man fand eine große Menge von Dokumenten aller Art – Grundstücksurkunden, private Briefe und Tagebücher, Fotografien, auch Unterlagen der Geheimen Staatspolizei (Gestapo) über die Deportationen. So konnte die Geschichte der meisten Häuser rekonstruiert werden. Die Ergebnisse der Recherchen waren in einer Ausstellung des Kunstamtes Schöneberg unter dem Titel „Leben in Schöneberg/Friedenau 1933–1945“ zu sehen.
Im Jahr 1988 begann ein Einwohner des Bayerischen Viertels die Namen derjenigen zu ermitteln, die Opfer der „Arisierung“ waren. Nach einjähriger Arbeit hatte er mehr als 6000 Namen herausgefunden, zum Teil dank der exakt geführten Listen, auf denen dokumentiert war, wie jüdisches Vermögen enteignet und verteilt wurde. Auch dieses Material wurde der Bezirksverwaltung zur Kenntnis gebracht. Die Schöneberger Bezirksverordnetenversammlung beschloss danach, ein Denkmal für die ermordeten Juden des Stadtviertels zu errichten.

## Das Denkmal
Im Juni 1991 riefen der Senat von Berlin und das Kunstamt Schöneberg zur ersten Stufe eines Ideenwettbewerbs auf. 96 Einsendungen aus ganz Berlin gingen ein, die Jury aus Künstlern, Stadtplanern, Historikern und einem Vertreter der Jüdischen Gemeinde ermittelte daraus acht Finalisten. Nach nochmaliger Beratung wurde am 1. April 1992 der Vorschlag von Renata Stih und Frieder Schnock ohne Gegenstimme zur Ausführung angenommen. Die beiden Künstler haben sich in Theorie und Praxis mit Formen der Erinnerung im Stadtbild beschäftigt und verschiedene Projekte für den öffentlichen Raum entwickelt. Mit ihrer Arbeit im Bayerischen Viertel wollten sie die Bedingungen sichtbar machen, die zur Vernichtung der jüdischen Einwohner geführt hatten; es sollte gezeigt werden, dass hier kein plötzliches, unvermeidliches Ereignis stattfand, sondern ein in den Alltag integrierter, schleichender Prozess aus Dutzenden von Regelungen und Gesetzen – einige davon auf den ersten Blick unbedeutend –, die nach einer Reihe von Jahren zu Deportation und Massenmord führten. Das Projekt besteht aus 80 Tafeln, jede 50 cm × 70 cm groß, die über das ganze Bayerische Viertel verteilt und in einer Höhe von etwa drei Metern an den Masten der Straßenbeleuchtung befestigt sind. Jede der Tafeln trägt auf der einen Seite einen Text mit Datum, der auf antisemitische Maßnahmen verweist, und auf der Rückseite eine einfache bildliche Darstellung.

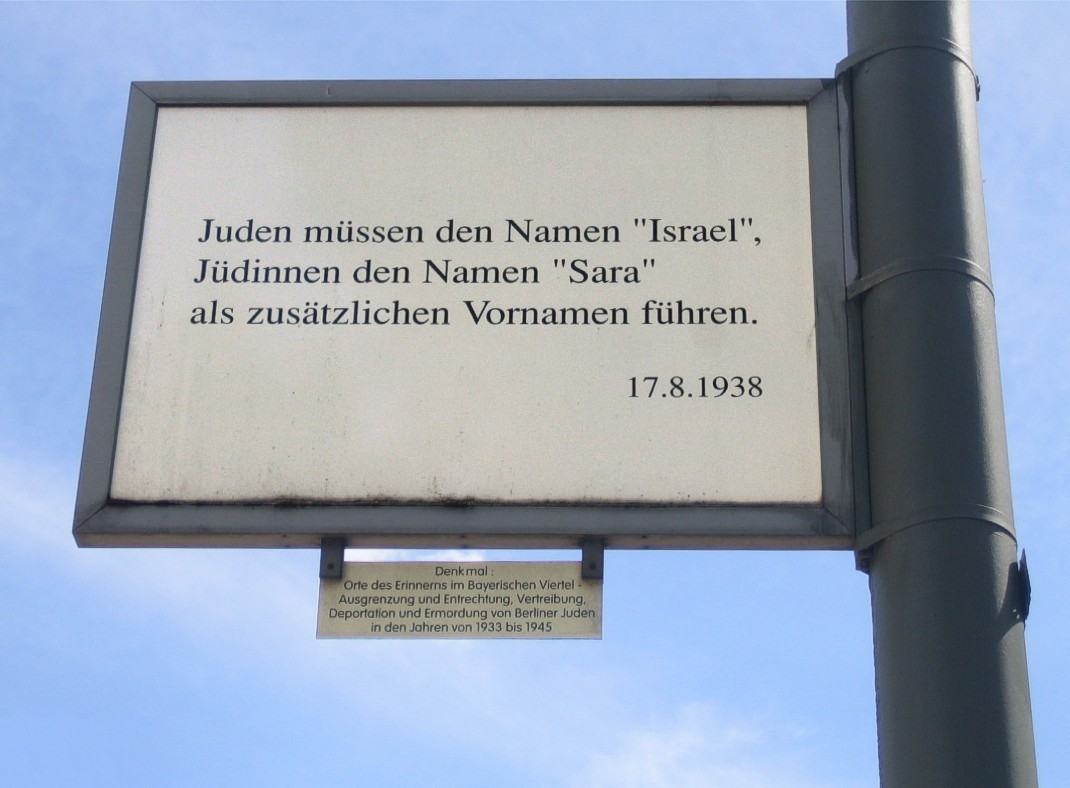
Erinnern an erzwungene Vornamen

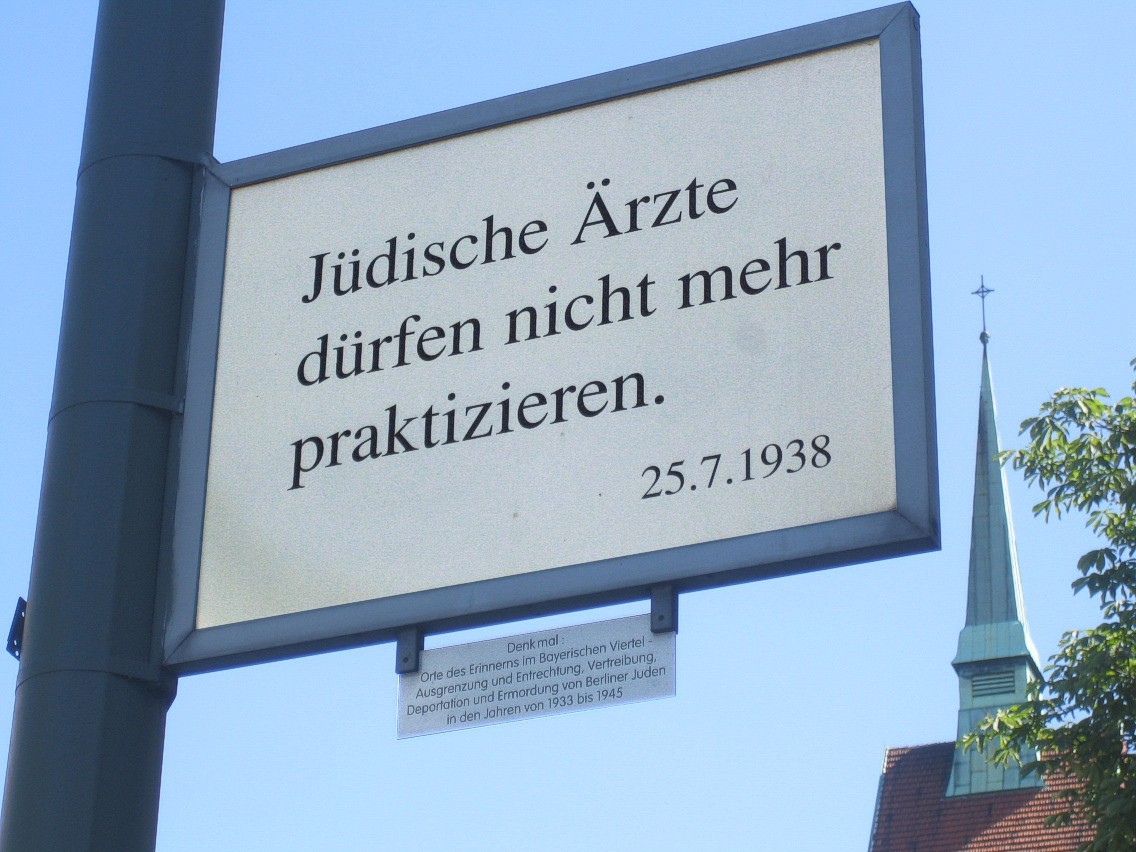
Erinnern an Berufsverbote

Eine Woche vor der Einweihung des Denkmals am 11. Juni 1993 – eine Ausstellung der Entwürfe hatte stattgefunden und die Einladungen waren verschickt – begannen die Künstler und zwei Facharbeiter mit der Montage der 80 Schilder an den Straßenbeleuchtungsmasten. Zuvor hatten sie 80 Genehmigungen für die Montage der 80 Schilder eingeholt und der zuständige Bausenator Nagel verfügte den kurzfristigen Austausch einiger maroder Beleuchtungsmasten, da die Standsicherheit nicht gewährleistet war. Bei der Montage des dritten Schilds mit der Katze (Text: „Juden dürfen keine Haustiere mehr halten. 15.2.1942“) öffnete ein Anwohner in der Barbarossastraße das Fenster und rief: „Haut ab ihr Judenschweine!“ Nach der Anbringung des 17. Schildes schritt der Staatsschutz ein und die beiden Facharbeiter wurden „dienstverpflichtet“, um die Schilder wieder zu demontieren und in einem Asservatenkeller zusammen mit Waffen und Drogen zu deponieren. Anwohner hatten die Polizei wegen „antisemitischer Schilder“ alarmiert und der alarmierte Staatssekretär befand: „Die Grenzen des guten Geschmacks sind überschritten!“ Nach einer Krisensitzung mit dem Vorsitzenden der jüdischen Gemeinde, dem Bausenator und dem Bezirksbürgermeister wurde beschlossen, unter jeder der 80 Tafeln ein kleines Zusatzschild anzubringen, auf dem die Denkmalsfunktion der Schilder erklärt wird.
Für einige der Schilder wurden Standorte gewählt, deren aktuelles Umfeld mit dem historischen Inhalt korrespondiert. Vor der Backsteinfassade der Kirche zum Heilsbronnen in der Heilbronner Straße kann man lesen: „Die Taufe von Juden und der Übertritt zum Christentum hat keine Bedeutung für die Rassenfrage. 4.10.1936“. An einem Kinderspielplatz in derselben Straße: „Arischen und nichtarischen Kindern wird das Spielen miteinander untersagt. 1938.“ In einem bestimmten Straßenabschnitt steht: „Straßen, die Namen von Juden tragen, werden umbenannt. Die nach dem Gründer des bayerischen Viertels benannte Haberlandstraße wurde in Treuchtlinger Straße und Nördlinger Straße umbenannt. 27.7.1938“; inzwischen wurde die Umbenennung rückgängig gemacht, allerdings nur für den Abschnitt Nördlinger Straße und gegen energische Proteste dort lebender Einwohner. Ein Schild vor einem Postamt am Bayerischen Platz trägt einen privaten Text, der die tatsächliche Lage der Schreibenden tragisch verkennt: „Nun ist es soweit, morgen muß ich fort u. das trifft mich natürlich sehr schwer; […] Ich werde Dir schreiben […] Vor der Deportation, 16.1.1942.“
Die formale Gestaltung der Schilder folgt einfachen Regeln. Der knappe Text, schwarz auf weiß, ist klar gegliedert. Die andere, farbige Seite zeigt schlichte Darstellungen in einer, wie die Künstler es nennen, „Ästhetik der Normalität“, auch hier wieder im zurückhaltenden Gestus öffentlicher Mitteilungen oder eines Bilderlexikons. Texte und Bilder sind inhaltlich auf unterschiedliche Weise miteinander verbunden. Zuweilen ist der Bezug sehr direkt, etwa bei der Abbildung eines leeren Aschenbechers und dem Text „Juden sind Zigaretten oder Zigarren nicht mehr erlaubt. 11.6.1942“. In anderen Fällen besteht ein deutlicher, sarkastischer Widerspruch zwischen Bild und Text, zum Beispiel bei dem Bild einer Tür, an der ein gemaltes Kärtchen „Herzlich willkommen“ wünscht. Der zugehörige Text teilte unter dem Datum vom 29. Januar 1936 mit, dass öffentliche Bekanntmachungen mit extrem judenfeindlichem Inhalt zu entfernen seien, um auf auswärtige Besucher keinen ungünstigen Eindruck zu machen – Formulierungen wie „Juden sind hier nicht erwünscht“ seien ausreichend; 1936 war das Jahr der Olympischen Sommerspiele in Berlin. Wieder andere Schilder verwenden auf der Bildseite Zeichen, die so oder ähnlich nach 1945 in Gebrauch waren: „U“ (Untergrundbahn), „H“ (Bushaltestelle) oder „DR“ (Deutsche Reichsbahn); die umseitigen Texte beziehen sich auf einschneidende Verbote im Orts- und Reiseverkehr. Ein einziger Text wird nicht bildlich kommentiert, auf der Rückseite ist nur eine schwarze Fläche zu sehen; der Text bezieht sich auf den 23. Oktober 1941, den Tag, an dem jede weitere Emigration verboten wurde.
Die 80 Schilder sind in einem kleinen Stadtraum platziert. So ergeben sich zwischen ihnen Sichtverbindungen, die Interessierte veranlassen können, sich das Erinnerungswerk im Bayerischen Viertel systematisch zu erwandern. Hilfreich in diesem Zusammenhang sind drei größere Informationstafeln, die am Rathaus Schöneberg, am Bayerischen Platz und vor einer Schule in der Münchener Straße nahe der Hohenstaufenstraße aufgestellt sind. Hier überlagern sich jeweils zwei Stadtpläne derart, dass durch verschiedenfarbige Konturen die Unterschiede in der Bebauung des Bayerischen Viertels in den Jahren 1933 und 1993 erkennbar werden. Dabei werden auch die umfangreichen Zerstörungen des Areals im Zweiten Weltkrieg deutlich. Grüne Punkte zeigen die Standorte aller einzelnen Schilder des Flächendenkmals an.

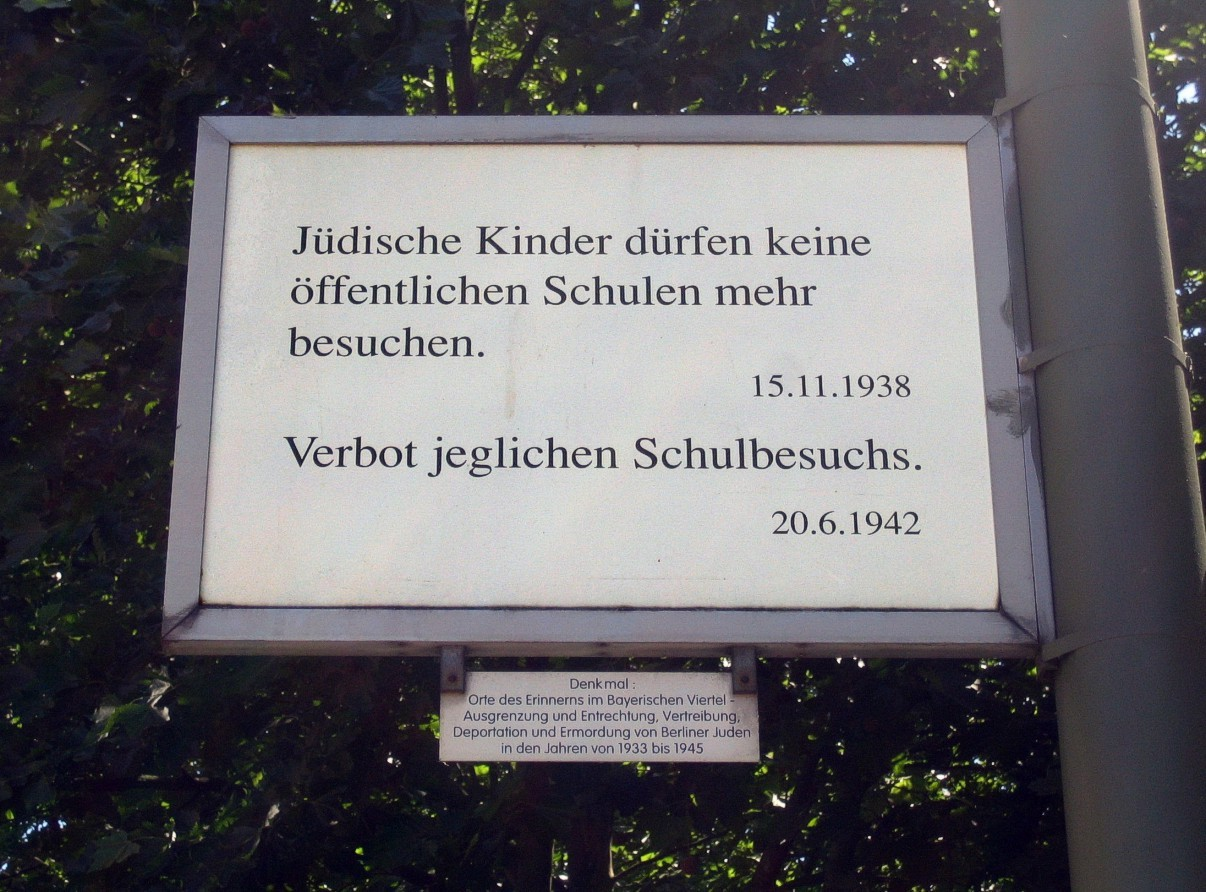
Erinnern an Verbote beim Schulbesuch, Textseite
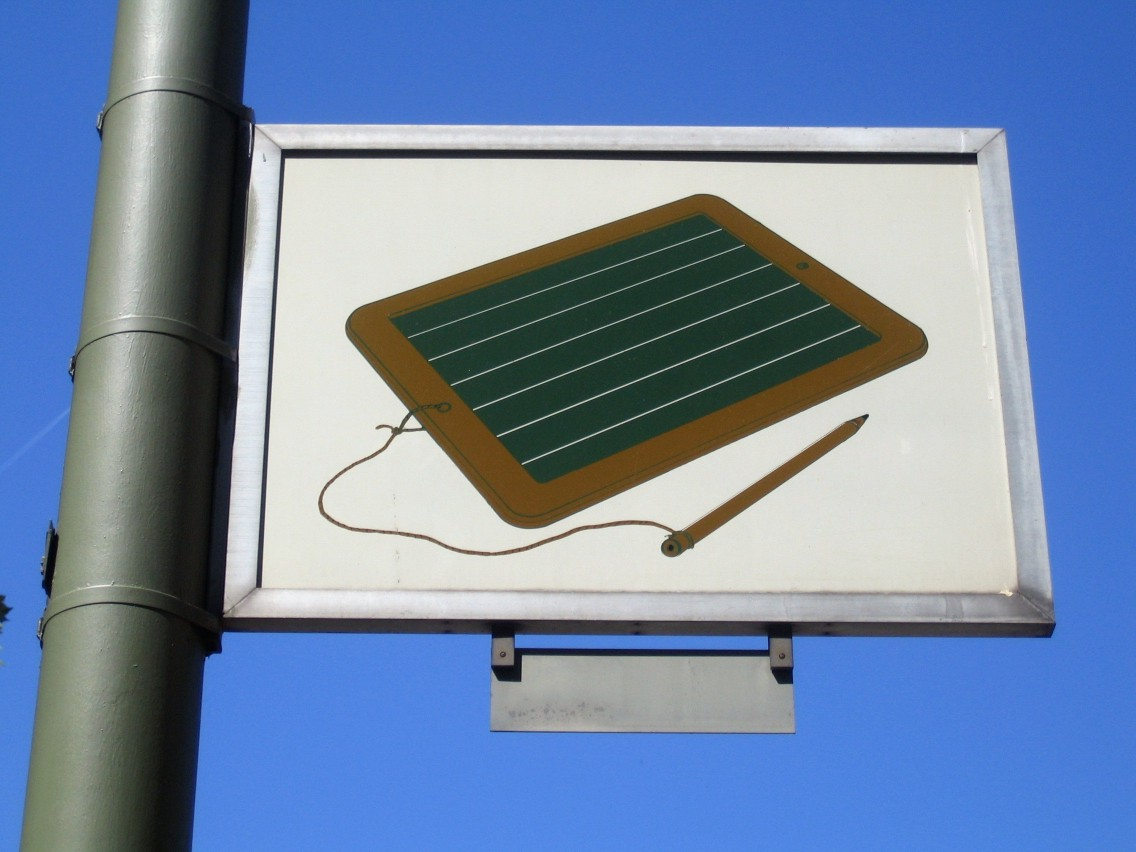
Erinnern an Verbote beim Schulbesuch, Bildseite
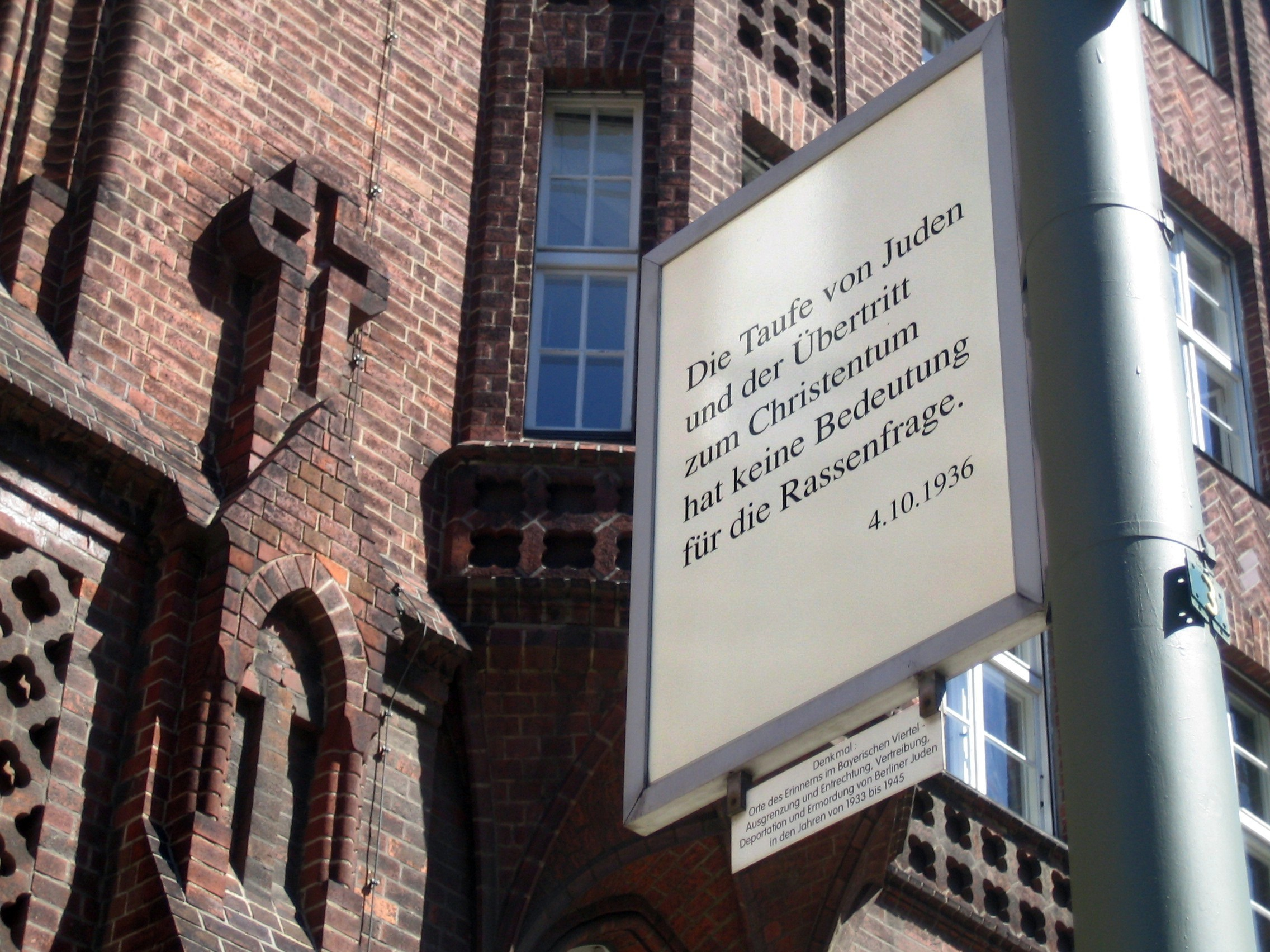
Erinnern an die Bedeutung der „Rassenfrage“
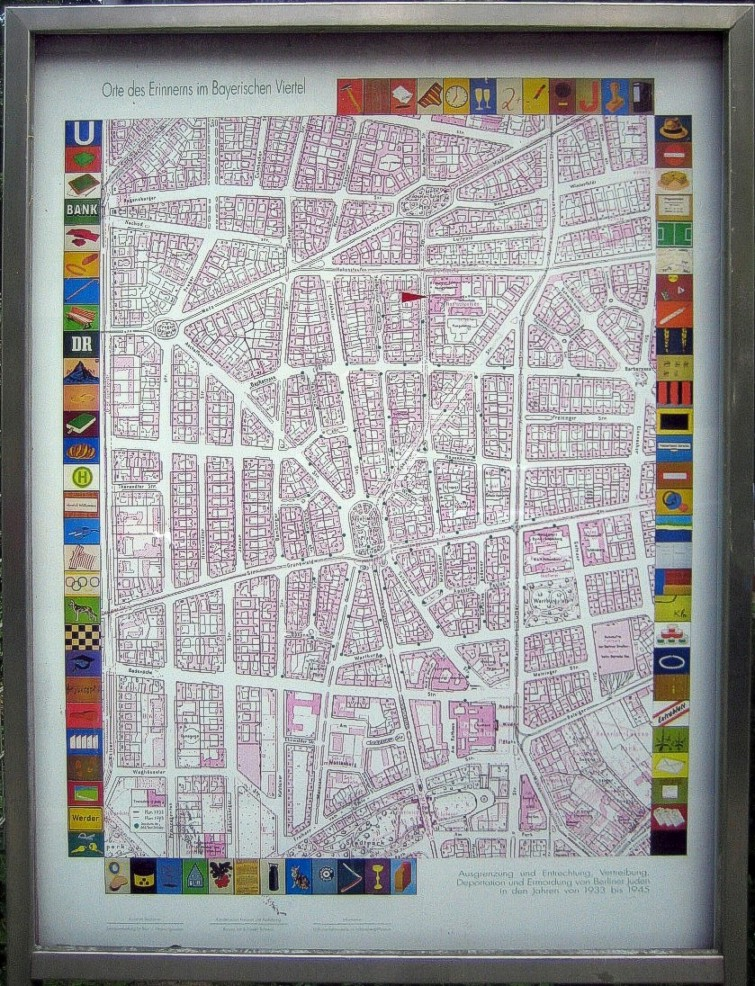
Übersichtstafel zum Denkmal

Insgesamt vermitteln die scheinbar harmlosen, unauffälligen Tafeln an den Orten des Erinnerns einen intensiven Eindruck von den Repressionen, denen die jüdischen Einwohner zwischen 1933 und 1943 ausgesetzt waren, von der allmählichen Zerstörung ihrer sozialen Existenz, die der physischen Vernichtung voranging. Zur beabsichtigten Wirkung des Denkmals gehören aber auch Überlegungen, die über die Anteilnahme am historischen Schicksal der Juden hinausgehen. Dem Betrachter sollen unbequeme Fragen nahegelegt werden: Wie sind die nichtjüdischen Nachbarn seinerzeit mit alledem umgegangen, war es möglich, nichts zu bemerken von Berufsverboten, Enteignungen, dem gelben Stern an den Kleidungsstücken, der Kasernierung in „Judenhäusern“, den Deportationen? Wie hätte sich der heutige Beobachter damals verhalten? Wie verhält er sich gegenüber heutigen Anzeichen von Fremdenfeindlichkeit?
Im Jahr 2008 wurde der Zustand des Denkmals wird vielfach als unbefriedigend empfunden. Zum 15. Jahrestag seiner Einweihung erinnerte die taz in einem Artikel vom 9. Juni 2008 an die Anerkennung, die das neuartige, dezentrale Mahnmal im In- und Ausland gefunden hatte und benennt danach eine Reihe von aktuellen Mängeln. In Stadtführern wird das Denkmal Orte des Erinnerns im Bayerischen Viertel kaum erwähnt, in der Mahnmal-Liste im Dokumentationszentrum des Holocaust-Mahnmals wird es nicht genannt.
Alle beschädigten Schilder wurden inzwischen erneuert und die Begleitpublikation liegt in der fünften Auflage vor.
Seit 2020 gibt es eine kostenlose App für Android- und iOS-Betriebssysteme zum Denkmal Orte des Erinnerns / Places of Remembrance von Renata Stih & Frieder Schnock: mit GPS, Übersetzungen und Audiodateien zu den 80 Schildern im Bayerischen Viertel in Berlin-Schöneberg.